# دیوان شمس
دیوان شمس تبریزی یا دیوان کبیر، دیوان مولانا جلال‌الدین محمد بلخی شامل غزل‌ها، رباعی‌ها و ترجیع‌های اوست. دیوان شمس تبریزی در عُرف خاندان مولانا و سلسلهٔ مولویه در روزگاران پس از مولانا با عنوان دیوان کبیر شناخته می‌شده‌است. گویا آنچه در تداول مولویان جریان داشته‌است همان دیوان یا غزلیات بوده‌است و بعدها آن را دیوان کبیر نامیده‌اند. همچنین عنوان دیوان شمس تبریزی یا کلیات شمس تبریزی نیز از عنوان‌هایی است که در دوره‌های بعد بدان داده شده‌است، به اعتبار این که بخش اعظم این غزل‌ها را مولانا خطاب به شمس‌الدین تبریزی سروده‌است.
نسخه‌های مختصر و کامل این دیوان از قدیم نزد اهل ذوق و اصحاب خانقاه رواج داشته که به تناسب مجالس سماع معمولاً به ترتیب بحور وزنی اشعار بوده و پس از رواج چاپ هم با عنوان دیوان شمس تبریزی یا کلیات شمس تبریزی بارها و بارها در ایران و هند به چاپ رسیده‌است. آخرین، جامع‌ترین و درست‌ترین چاپ آن با بهره‌گیری از ۱۲ نسخه قدیمی و مهم به‌ترتیب حروف قوافی [حرف آخر بیت]، توأم با ترتیب بحور هر حرف، در ده مجلد به دست بدیع‌الزمان فروزانفر اولین بار در فاصلهٔ سال‌های ۱۳۳۶ تا ۱۳۴۵ توسط انتشارات دانشگاه تهران منتشر شد. هفت جلد نخست از ده جلد دیوان شمس تبریزی در چاپ تصحیح‌شدهٔ فروزانفر شامل غزلیات، ترجیعات و ترکیبات و انتهای جلد هفتم فرهنگ نوادر لغات دیوان و جلد هشتم شامل رباعیات و دو جلد آخر شامل فهرستهای گوناگون دیوان کبیر است که روی هم رفته شامل ۳۶۳۶۰ بیت، و دارای ۳۲۳۰ غزل و ۱۹۹۴ رباعی و ۴۴ ترجیع است.
در دیوان شمس تبریزی بعضی غزل‌ها فاقد تخلص است و بعضی خمُش، خامُش و خاموش و خمش‌کن در پایان غزل دارد که تخلص مولوی است. در حدود صد غزل یا کمتر با تخلص به نام حسام‌الدین چلبی و نیز صلاح‌الدین زرکوب دارد، و بقیهٔ غزل‌ها به نام شمس و شمس تبریز و شمس‌الحق تبریز است.

## نمونه‌ای از غزلیات دیوان شمس تبریزی
غزل شماره ۲۰۳۹، این غزل را مولانا در بستر بیماری خطاب به فرزند خویش سروده‌است:
| رو سر بنه به بالین، تنها مرا رها کن  |  | ترک من خراب شبگرد مبتلا کن          |
| ماییم و موج سودا، شب تا به روز تنها  |  | خواهی بیا ببخشا، خواهی برو جفا کن   |
| از من گریز تا تو، هم در بلا نیفتی    |  | بگزین ره سلامت، ترک ره بلا کن       |
| ماییم و آب دیده، در کنج غم خزیده     |  | بر آب دیدهٔ ما، صد سنگ آسیا کن       |
| خیره کشی است ما را، دارد دلی چو خارا |  | بکشد، کسش نگوید: تدبیر خون‌بها کن    |
| بر شاه خوب رویان واجب وفا نباشد      |  | ای زرد روی عاشق، تو صبر کن وفا کن   |
| دردی است غیر مردن، آن را دوا نباشد   |  | پس من چگونه گویم کاین درد را دوا کن |
| در خواب دوش پیری، در کوی عشق دیدم    |  | با دست اشارتم کرد، که عزم سوی ما کن |
| گر اژدهاست بر ره، عشق است چون زمرد   |  | از برق آن زمرد، هین دفع اژدها کن    |
| بس کن که بی‌خودم من، ور تو هنر فزایی  |  | تاریخ بوعلی گو، تنبیه بوالعلا کن    |

## واژه‌های یونانی در دیوان شمس تبریزی
در زیر غزل، بازنویسی متن یونانی با الفبای فارسی و نیز لاتین آمده است. غزل شماره‌ی ۱۲۰۷:
1. نیم شب از عشق تا دانی چه می‌گوید خروس | خیز شب را زنده دار و روز روشن نستکوس /νηστικός
2. پرها بر هم زند یعنی دریغا خواجه‌ام | روزگار نازنین را می‌دهد بر آنموس /άνεμος
3. در خروش است آن خروس و تو همی در خواب خوش | نام او را طیر خوانی نام خود را آنثروپوس /άνθρωπος
4. آن خروسی که تو را دعوت کند سوی خدا | او به صورت مرغ باشد در حقیقات انگلوس /άγγελος
5. من غلام آن خروس ام که او چنین پندی دهد | خاک پای او بِ آید از سر واسیلیوس /βασιλιάς
6. گَردِ کفشِ خاکِ پای مصطفی را سرمه ساز | تا نباشی روز حشر از جمله‌ی کالویروس /καλόγερος
7. رو شریعت را گزین و امر حق را پاس دار | گر عرب باشی و اگر ترک و اگر سراکنوس/ Σαρακηνός

| یونانی-فارسی                   | یونانی                            | فارسی                                                 |                                                           |
| ------------------------------ | --------------------------------- | ----------------------------------------------------- | --------------------------------------------------------- |
| افندیس مَس ان، کی آگاپومن تُن/دُن | Αφέντης μας έν κι αγαπούμεν τον   | او سرور ما است و ما او را دوست داریم (عاشق او ایم)    | He is our Master and we love him                          |
| کی اپ اکِینون اِن کالی زوی مَس    | κι απ’ εκείνον έν καλή η ζωή μας  | به خاطر او است که زندگی ما خوش است                    | It is because of him that life is sweet                   |
| ییَتی ییریسِس، ییَتی ورومیسِس      | γιατί γύρισες γιατί βρώμισες      | چرا برگشتی؟ چرا بیمار ای؟                             | Why did you turn around because you were ill?             |
| په مه تی اپاتِس، په مه تی اخاسِس | πε με τι έπαθες, πε με τι έχασες! | به من بگو ترا چه افتاد؟ به من بگو چه گم کرده‌ای؟       | Tell me what happened to you? Tell me what did you loose? |
| ایلا کالی مو! ایلا شاهی مو!    | Έλα καλέ μου, έλα σάχη μου·       | بیا زیبای من، بیا شاه من.                             | Come my beautiful, come my king.                          |
| ایلا کالی مو! ایلا شاهی مو!    | χαρά δε δίδεις, δος μας άνεμο!    | [اگر] شادی نمی‌دهی، به ما رایحه‌ای بده.                 | "If you do not give us joy, give us "wind"/"breath"!      |
| پو دیپسا پینِی، پو پونِی لَلِی     | Που διψά πίνει, που πονεί λαλεί·  | آن که تشنه است می‌نوشد، آن که خسته [=زخمی] است می‌گرید. | The thirsty one drinks while the wounded one flees        |
| میدِن چاکوسِس، کاله، تو ییالی    | μηδέν τσάκωσες, καλέ, το γυαλί    | ای زیبا، آیا تو جام را شکسته‌ای؟                       | Tell me beautiful, did you break the cup?                 |

## پانوشت‌ها
1. ↑  غزلیات شمس تبریز، مقدمه، گزینش و تفسیر: محمدرضا شفیعی کدکنی، ص ۴۳ مقدمه
2. ↑  کلیات شمس یا دیوان کبیر، به تصحیح بدیع‌الزمان فروزانفر، انتشارات امیرکبیر، چاپ سوم ۱۳۶۳، مقدمه مصحّح.
3. ↑  گزیده غزلیات شمس، جلال الدین محمد بلخی، به کوشش: محمدرضا شفیعی کدکنی، انتشارات امیرکبیر، چاپ پانزدهم ۱۳۸۱، ص بیست‌ونه پیشگفتار.
4. ↑  غزلیات شمس تبریز، مقدمه، گزینش و تفسیر: محمدرضا شفیعی کدکنی، ص ۴۵ مقدمه